# Martin Mull

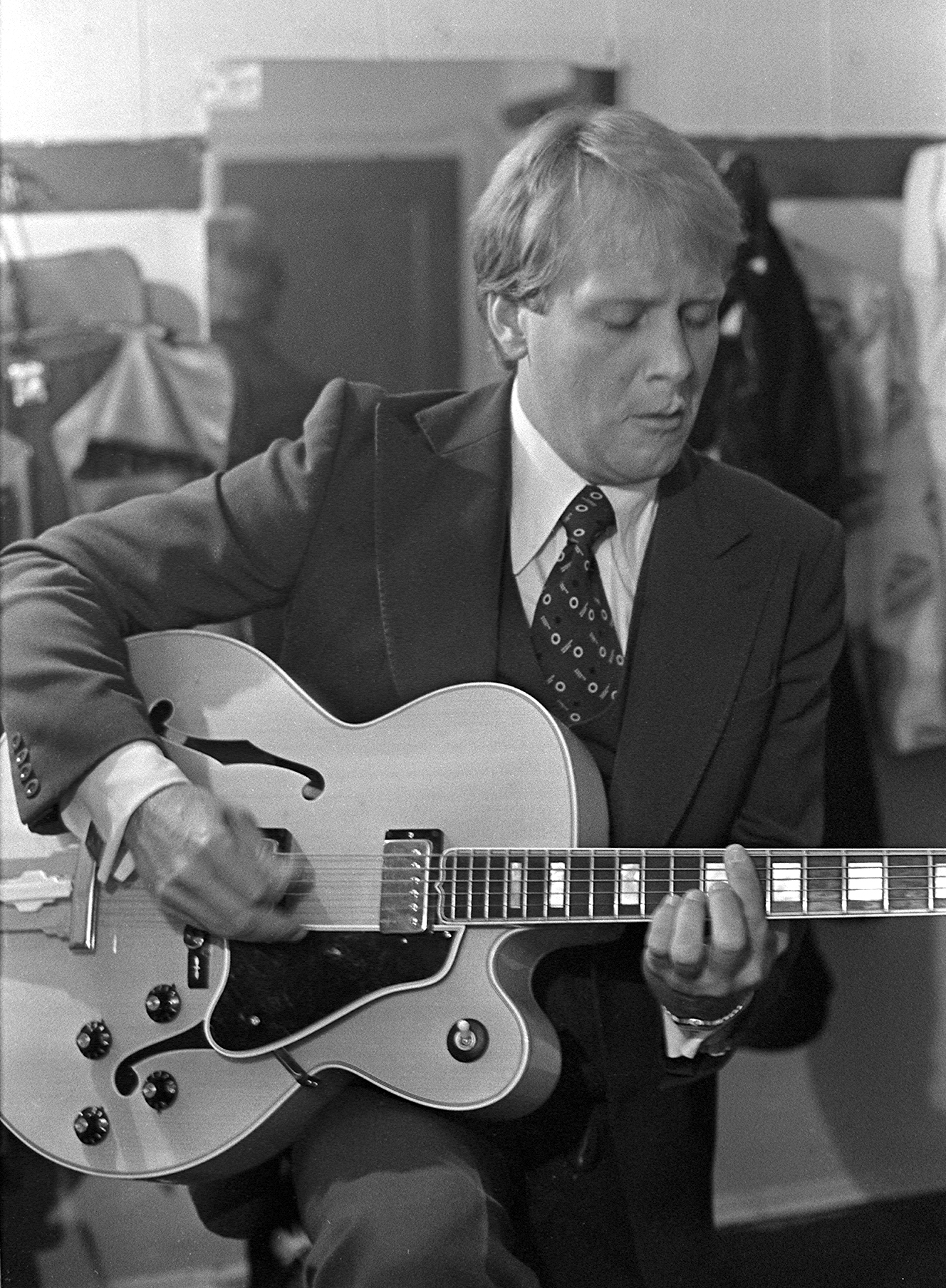
Martin Mull in 1976

Martin Eugene Mull (Chicago, 18 augustus 1943  – Los Angeles, 27 juni 2024) was een Amerikaans acteur, filmproducent en scenarioschrijver.

## Biografie
Mull werd geboren in Chicago en op tweejarige leeftijd verhuisde hij met zijn familie naar North Ridgeville. Op vijftienjarige leeftijd verhuisde hij met zijn familie naar New Canaan waar hij de high school doorliep. Hierna ging hij studeren aan de Rhode Island School of Design in Providence (Rhode Island) waar hij zijn bachelor of fine arts en master of fine arts haalde in schilderkunst. 
Mull was van 1972 tot en met 1978 getrouwd, en van 1978 tot en met 1981 trouwde hij opnieuw. Vanaf 1982 is hij weer opnieuw getrouwd en heeft hieruit een dochter (1986).
Mull overleed op 80-jarige leeftijd.

## Filmografie

### Films
Selectie:
- 2018 A Futile and Stupid Gesture - als moderne Doug
- 1996 Jingle All the Way – als D.J.
- 1993 Mrs. Doubtfire – als Justin Gregory
- 1989 Cutting Class – als William Carson III
- 1985 Clue – als kolonel Mustard
- 1985 O.C. and Stiggs – als Pat Coletti
- 1983 Mr. Mom – als Ron

### Televisieseries
Uitgezonderd eenmalige gastrollen.
- 2016 - 2020 The Ranch - als Jerry - 13 afl.
- 2018 - 2019 The Cool Kids - als Charlie - 22 afl.
- 2004 – 2019 Arrested Development – als Gene Parmesan – 6 afl.
- 2017 - 2019 I'm Sorry. - als Martin - 7 afl.
- 2015 - 2017 Life in Pieces - als Gary Timpkins - 4 afl.
- 2016 Veep - als Bob Bradley - 4 afl.
- 2015 Community - als George Perry - 2 afl.
- 2013 - 2014 Dads - als Crawford Whittemore - 19 afl.
- 2008 – 2013 Two and a Half Men – als Russell – 6 afl.
- 2005 – 2011 American Dad! – als pastoor Donovan (stem) – 10 afl.
- 2010 'Til Death – als Whitey – 12 afl.
- 2008 – 2009 Gary Unmarried – als Charlie – 2 afl.
- 2004 – 2007 Danny Phantom – als Vlad Masters / Vlad Plasmius (stemmen) – 14 afl.
- 2007 The War at Home – als schoolhoofd Fink – 3 afl.
- 2002 – 2003 Life with Bonnie – als Lenord – 3 afl.
- 2001 – 2002 The Ellen Show – als Mr. Munn – 18 afl.
- 1998 – 2000 Recess – als Paul Prickley (stem) – 2 afl.
- 1997 - 2000 Sabrina, the Teenage Witch – als schoolhoofd Willard Kraft – 73 afl.
- 1991 – 1997 Roseanne – als Leon Carp – 46 afl.
- 1992 – 1993 The Larry Sanders Show – als Martin Mull – 2 afl.
- 1993 Family Dog – als Skip Binsford (stem) – 10 afl.
- 1992 – 1993 The Jackie Thomas Show – als Doug Talbot – 18 afl.
- 1990 His & Hers – als Dr. Doug Lambert – 13 afl.
- 1989 TV 101 – als Dwight Kincheloe – 2 afl.
- 1984 Domestic Life – als Martin Crane – 10 afl.
- 1978 American 2-Night – als Barth Gimble – 65 afl.
- 1977 Fernwood 2 Night – als Barth Gimble – 25 afl.

### Filmproducent
- 1988 Rented Lips – film
- 1986 Clue: Movies, Murder &Mystery – film

### Scenarioschrijver
- 1991 Roseanne – televisieserie – 1 afl.
- 1988 Rented Lips – film
- 1988 Portrait of a White Marriage – film
- 1986 The History of White People in America: Volume II – film
- 1985 The History of White People in America – film
- 1984 Domestic Life – televisieserie 10 afl.
- 1979 The T.V. Show – film
- 1979 The Chevy Chase National Humor Test – film
- 1979 On Location: Martin Mull – film

- Bibsys: 7022678
- Biblioteca Nacional de España: XX1366564
- Bibliothèque nationale de France: cb142094966 (data)
- Gemeinsame Normdatei: 119400391
- International Standard Name Identifier: 0000 0001 1041 9604
- Library of Congress Control Number: n85041495
- MusicBrainz: 92371674-1869-4e0c-8151-3de9ced59e15
- Nationale Bibliotheek van Tsjechië: xx0318952
- SNAC: w6nz9fqk
- Système universitaire de documentation: 252873041
- Union List of Artist Names: 500121152
- Virtual International Authority File: 18031037
- WorldCat: E39PBJg4hWy7KQkk7MMWmB4jG3